# Mike Tomlin
Michael Tomlin, detto Mike (Hampton, 15 marzo 1972), è un ex giocatore di football americano e allenatore di football americano statunitense dei Pittsburgh Steelers della National Football League.

## Carriera universitaria
Giocò con i William and Mary Tribe nella CAA della NCAA nel ruolo di ricevitore.

## Carriera professionistica come allenatore
Nel 2001 iniziò la sua carriera NFL con i Tampa Bay Buccaneers con il ruolo di allenatore dei defensive back. Nella stagione 2002 vinse il Super Bowl.
Nel 2006 passò ai Minnesota Vikings con il ruolo di coordinatore della difesa.
Nel 2007 divenne il capo allenatore dei Pittsburgh Steelers, finì con il record di 10 vittorie e 6 sconfitte vincendo la Division North della AFC, poi venne eliminato al Wild Card Game contro i Jacksonville Jaguars. Nel 2008 chiuse con 12 vittorie e 4 sconfitte vincendo per la 2a volta di fila la Division North della AFC, arrivando a vincere il Super Bowl. nel 2010 chiuse con 12 vittorie e 4 sconfitte vincendo per la 3a volta la Division North della AFC, poi ai playoff arrivò fino alla fine perdendo questa volta il Super Bowl contro i Green Bay Packers. Nel 2011 chiuse ancora con 12 vittorie e 4 sconfitte, venne eliminato al Wild Card Game dai Denver Broncos.
Il 24 luglio 2012, Tomlin firmò un nuovo contratto di 3 anni. Terminò la stagione con 8 vittorie e 8 sconfitte.

## Palmarès
- Super Bowl : 1

Pittsburgh Steelers: XLIII
- (2) Conference AFC (2008 e 2010)
- (6) Division North della AFC (2007, 2008, 2010, 2014, 2016, 2017)

## Record come capo-allenatore
| Squadra | Anno   | Stagione regolare | Stagione regolare | Stagione regolare | Stagione regolare | Stagione regolare | Playoff | Playoff | Playoff                                                      |
| Squadra | Anno   | Vinte             | Perse             | Pari              | %                 | Posizione         | Vinte   | Perse   | Risultato                                                    |
| ------- | ------ | ----------------- | ----------------- | ----------------- | ----------------- | ----------------- | ------- | ------- | ------------------------------------------------------------ |
| PIT     | 2007   | 10                | 6                 | 0                 | .625              | 1° AFC North      | 0       | 1       | Uscito all'AFC Wild Card Game contro i Jacksonville Jaguars  |
| PIT     | 2008   | 12                | 4                 | 0                 | .750              | 1° AFC North      | 3       | 0       | Vinse il Super Bowl contro gli Arizona Cardinals             |
| PIT     | 2009   | 9                 | 7                 | 0                 | .563              | 3° AFC North      | -       | -       | -                                                            |
| PIT     | 2010   | 12                | 4                 | 0                 | .750              | 1° AFC North      | 2       | 1       | Perse il Super Bowl contro i Green Bay Packers               |
| PIT     | 2011   | 12                | 4                 | 0                 | .750              | 2° AFC North      | 0       | 1       | Uscito all'AFC Wild Card Game contro i Denver Broncos        |
| PIT     | 2012   | 8                 | 8                 | 0                 | .500              | 3° AFC North      | -       | -       | -                                                            |
| PIT     | 2013   | 8                 | 8                 | 0                 | .500              | 2° AFC North      | -       | -       | -                                                            |
| PIT     | 2014   | 11                | 5                 | 0                 | .688              | 1° AFC North      | 0       | 1       | Uscito all'AFC Wild Card Game contro i Baltimore Ravens      |
| PIT     | 2015   | 10                | 6                 | 0                 | .625              | 2° AFC North      | 1       | 1       | Uscito all'AFC Divisional Game contro i Denver Broncos       |
| PIT     | 2016   | 11                | 5                 | 0                 | .688              | 1° AFC North      | 2       | 1       | Uscito all'AFC Divisional Game contro i New England Patriots |
| PIT     | 2017   | 13                | 3                 | 0                 | .813              | 1° AFC North      | 0       | 1       | Uscì all'AFC Divisional Game contro i Jacksonville Jaguars   |
| PIT     | 2018   | 9                 | 6                 | 1                 | .594              | 2° AFC North      | -       | -       | -                                                            |
| PIT     | 2019   | 8                 | 8                 | 0                 | .500              | 2° AFC North      | -       | -       | -                                                            |
| PIT     | 2020   | 12                | 4                 | 0                 | .750              | 1° AFC North      | 0       | 1       | Uscito all'AFC Wild Card Game contro i Cleveland Browns      |
| PIT     | 2021   | 9                 | 7                 | 1                 | .559              | 2° AFC North      | 0       | 1       | Uscito all'AFC Wild Card Game contro i Kansas City Chiefs    |
| PIT     | 2022   | 9                 | 8                 | 0                 | .529              | 3° AFC North      | -       | -       | -                                                            |
| PIT     | 2023   | 10                | 7                 | 0                 | .588              | 3° AFC North      | 0       | 1       | Uscito all'AFC Wild Card Game contro i Buffalo Bills         |
| Totale  | Totale | 173               | 100               | 2                 | .633              |                   | 8       | 10      |                                                              |